# Yūta Nakayama
Pour les articles homonymes, voir Nakayama (homonymie).
Yūta Nakayama (中山 雄太, Nakayama Yūta), né le 16 février 1997, est un footballeur international japonais. Il évolue au poste de défenseur central ou d'arrière gauche à Machida Zelvia.

## Biographie

### En club
Il participe à la Ligue des champions d'Asie avec le club du Kashiwa Reysol.
En janvier 2019, il signe à l'étranger au club néerlandais du PEC Zwolle.

### En équipe nationale
Avec les moins de 19 ans, il remporte le championnat d'Asie des moins de 19 ans en 2016, en battant l'Arabie saoudite en finale.
Il dispute ensuite avec les moins de 20 ans la Coupe du monde des moins de 20 ans en 2017. Lors de ce mondial organisé en Corée du Sud, il joue quatre matchs. Il officie comme capitaine lors de trois rencontres. Le Japon s'incline en finale face au Venezuela.
Ayant été appelé dans la sélection japonaise pour disputer la Coupe du monde 2022, Nakayama se blesse avec son club à un tendon d'Achille au début du mois de novembre, ce qui le contraint à une absence pour le reste de la saison et donc à un forfait pour la Coupe du monde.

## Statistiques

### En club
| Saison                | Club                  | Championnat           | Championnat | Championnat | Coupe nationale | Coupe nationale | Coupe de la Ligue | Coupe de la Ligue | Compétition(s) continentale(s) | Compétition(s) continentale(s) | Compétition(s) continentale(s) | Total | Total |
| Saison                | Club                  | Division              | M.          | B.          | M.              | B.              | M.                | B.                | Comp.                          | M.                             | B.                             | M.    | B.    |
| 2015                  | Kashiwa Reysol        | J1 League             | 1           | 0           | -               | -               | 1                 | 0                 | C1                             | 2                              | 0                              | 4     | 0     |
| 2016                  | Kashiwa Reysol        | J1 League             | 26          | 2           | 2               | 0               | 4                 | 0                 | -                              | -                              | -                              | 32    | 2     |
| 2017                  | Kashiwa Reysol        | J1 League             | 30          | 1           | 4               | 0               | 4                 | 0                 | -                              | -                              | -                              | 38    | 1     |
| 2018                  | Kashiwa Reysol        | J1 League             | 19          | 3           | -               | -               | 2                 | 0                 | C1                             | 4                              | 0                              | 25    | 3     |
| Sous-total            | Sous-total            | Sous-total            | 76          | 6           | 6               | 0               | 11                | 0                 | -                              | 6                              | 0                              | 99    | 6     |
| 2018-2019             | PEC Zwolle            | Eredivisie            | 4           | 0           | -               | -               | -                 | -                 | -                              | -                              | -                              | 4     | 0     |
| 2019-2020             | PEC Zwolle            | Eredivisie            | 14          | 2           | 1               | 0               | -                 | -                 | -                              | -                              | -                              | 15    | 2     |
| 2020-2021             | PEC Zwolle            | Eredivisie            | 32          | 2           | 1               | 0               | -                 | -                 | -                              | -                              | -                              | 33    | 2     |
| 2021-2022             | PEC Zwolle            | Eredivisie            | 29          | 1           | 3               | 1               | -                 | -                 | -                              | -                              | -                              | 32    | 2     |
| Sous-total            | Sous-total            | Sous-total            | 79          | 5           | 5               | 1               | -                 | -                 | -                              | -                              | -                              | 84    | 6     |
| 2022-2023             | Huddersfield Town     | Championship          | 14          | 2           | -               | -               | 1                 | 0                 | -                              | -                              | -                              | 15    | 2     |
| 2023-2024             | Huddersfield Town     | Championship          | 23          | 0           | 0               | 0               | 1                 | 0                 | -                              | -                              | -                              | 24    | 0     |
| Sous-total            | Sous-total            | Sous-total            | 37          | 2           | 0               | 0               | 2                 | 0                 | -                              | -                              | -                              | 39    | 2     |
| 2024                  | Machida Zelvia        | J1 League             | 3           | 1           | 0               | 0               | 0                 | 0                 | -                              | -                              | -                              | 3     | 1     |
| Total sur la carrière | Total sur la carrière | Total sur la carrière | 195         | 14          | 11              | 1               | 13                | 0                 | -                              | 6                              | 0                              | 225   | 15    |

### En sélection
| Saison                | Sélection             | Phases finales                | Phases finales | Phases finales | Phases finales | Éliminatoires | Éliminatoires | Éliminatoires | Éliminatoires | Amicaux | Amicaux | Amicaux | Total | Total | Total |
| Saison                | Sélection             | Comp.                         | M.             | B.             | P.d.           | Comp.         | M.            | B.            | P.d.          | M.      | B.      | P.d.    | M.    | B.    | P.d.  |
| --------------------- | --------------------- | ----------------------------- | -------------- | -------------- | -------------- | ------------- | ------------- | ------------- | ------------- | ------- | ------- | ------- | ----- | ----- | ----- |
| 2018-2019             | Japon                 | Copa América 2019             | 1              | 0              | 0              | -             | -             | -             | -             | 0       | 0       | 0       | 1     | 0     | 0     |
| 2019-2020             | Japon                 | Coupe d'Asie de l'Est 2019    | -              | -              | -              | CdM 2022      | -             | -             | -             | -       | -       | -       | 0     | 0     | 0     |
| 2020-2021             | Japon                 |                               |                |                |                | CdM 2022      | 0             | 0             | 0             | 4       | 0       | 0       | 4     | 0     | 0     |
| 2021-2022             | Japon                 | Coupe d'Asie de l'Est 2022    | -              | -              | -              | CdM 2022      | 8             | 0             | 1             | 3       | 0       | 0       | 11    | 0     | 1     |
| 2022-2023             | Japon                 | Coupe du monde 2022           | -              | -              | -              | -             | -             | -             | -             | 1       | 0       | 1       | 1     | 0     | 1     |
| 2023-2024             | Japon                 | Coupe d'Asie des nations 2023 | 2              | 0              | 0              | CdM 2026      | 1             | 0             | 0             | 2       | 0       | 0       | 5     | 0     | 0     |
| Total sur la carrière | Total sur la carrière | Total sur la carrière         | 3              | 0              | 0              | -             | 9             | 0             | 1             | 10      | 0       | 1       | 22    | 0     | 2     |

## Palmarès
- Vainqueur du championnat d'Asie des moins de 19 ans en 2016 avec l'équipe du Japon des moins de 19 ans